# Icterus bullockii
Icterus bullockii е вид птица от семейство Трупиалови (Icteridae). Видът е незастрашен.

## Разпространение
Видът е разпространен в Гватемала, Канада, Коста Рика, Мексико, САЩ и Хондурас.